# Maszáj oroszlán
A maszáj oroszlán az emlősök osztályába, a macskafélék (Felidae) családjába tartozó oroszlán (Panthera leo) egyik még viszonylag gyakori alfaja.

## Megjelenés
A maszáj oroszlánt mint alfajt Oscar Rudolf Neumann írta le először. A maszáj oroszlánok hímjei a farokkal együtt elérik a 2,5-3 méteres hosszúságot, nőstények általában kisebbek, testhosszuk 2,3-2,6 méter. A hímek súlya eléri a 150–230 kg-ot, a nőstényeké pedig a 100–165 kg-ot. A hím és a nőstény oroszlánok marmagassága egyaránt 90–115 cm.
A maszáj oroszlánok sörénye sokféle lehet. A sörény növekedése közvetlen kapcsolatban áll az életkorral: az idősebb hímek sörénye szélesebb, mint a fiatalabb egyedeké; a sörény 4-5 éves korukig nő, ekkor érik el az oroszlánok az ivarérettséget. A 800 méter feletti magasságú területeken élő hímeknek masszívabb sörényük van, mint a Kelet- és Észak-Kenyában, a meleg és nedves alföldön élő hímeknek, ahol a hímek sörénye ritkább, vagy egyáltalán nincs sörényük.

## Élőhelyük
A maszáj oroszlán elterjedési területe Kelet-Afrika, Etiópiától és Kenyától Tanzániáig és Mozambikig. Az alfaj viszonylag gyakori a jól védett  területeken, például a Serengeti Nemzeti Parkban.

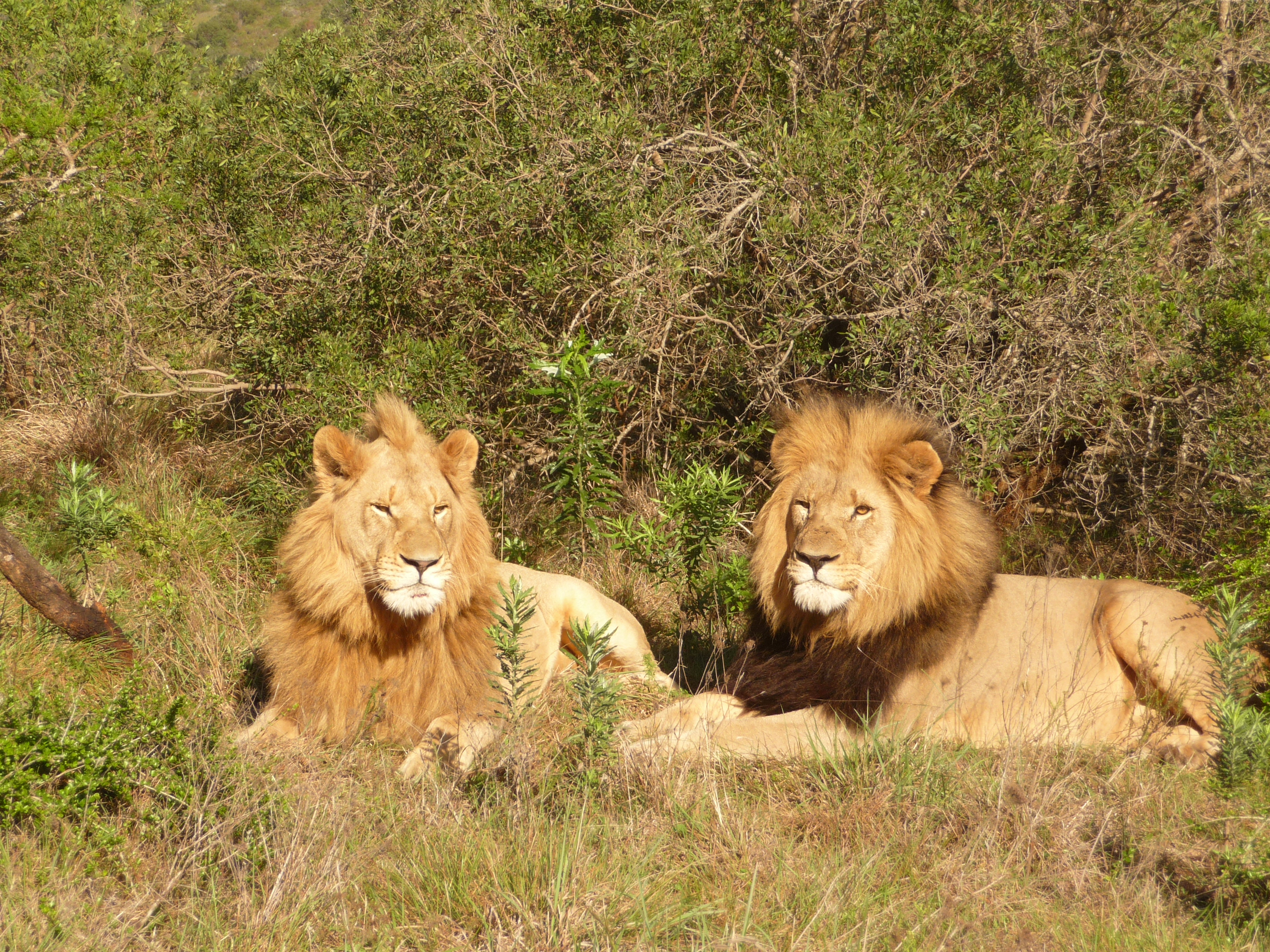

A Serengeti Nemzeti Parkban 1966-ban kezdődött az oroszlánfalkák megfigyelése. 1966 és 1972 között két megfigyelt oroszlánfalkában egyenként hét és tíz nőstény egyed volt. A nőstényeknek átlagosan 23 havonta egyszer született kölyke, az alomban két-három kölyökkel. Az 1970-ig született 87 kölyök közül csak 12 érte meg a kétéves kort. A kölykök éhen haltak azokban a hónapokban, amikor nem állt rendelkezésre elég zsákmány, vagy általában a falkák új hímek általi átvételét követően is. A közösségben élő hím oroszlánok szoros kapcsolatban álltak egymással.

## Táplálkozásuk
Élőhelyüket nagyrészt lefedi a Serengeti Nemzeti Parkban élő fehérszakállú gnú (a csíkos gnú egyik alfaja) éves vándorlása alatt bejárt terület. Ezenkívül főbb tápláléka a Thomson-gazella és az alföldi zebra. Egyes falkák még a maszáj zsiráfot is elejtik.A vadászatban szinte mindig csak a nőstények vesznek részt a hímek csak akkor segítenek a vadászatban,ha a préda kafferbivaly/nílusi víziló. Még akkor segítenek,ha afrikai elefánt borjú a préda.

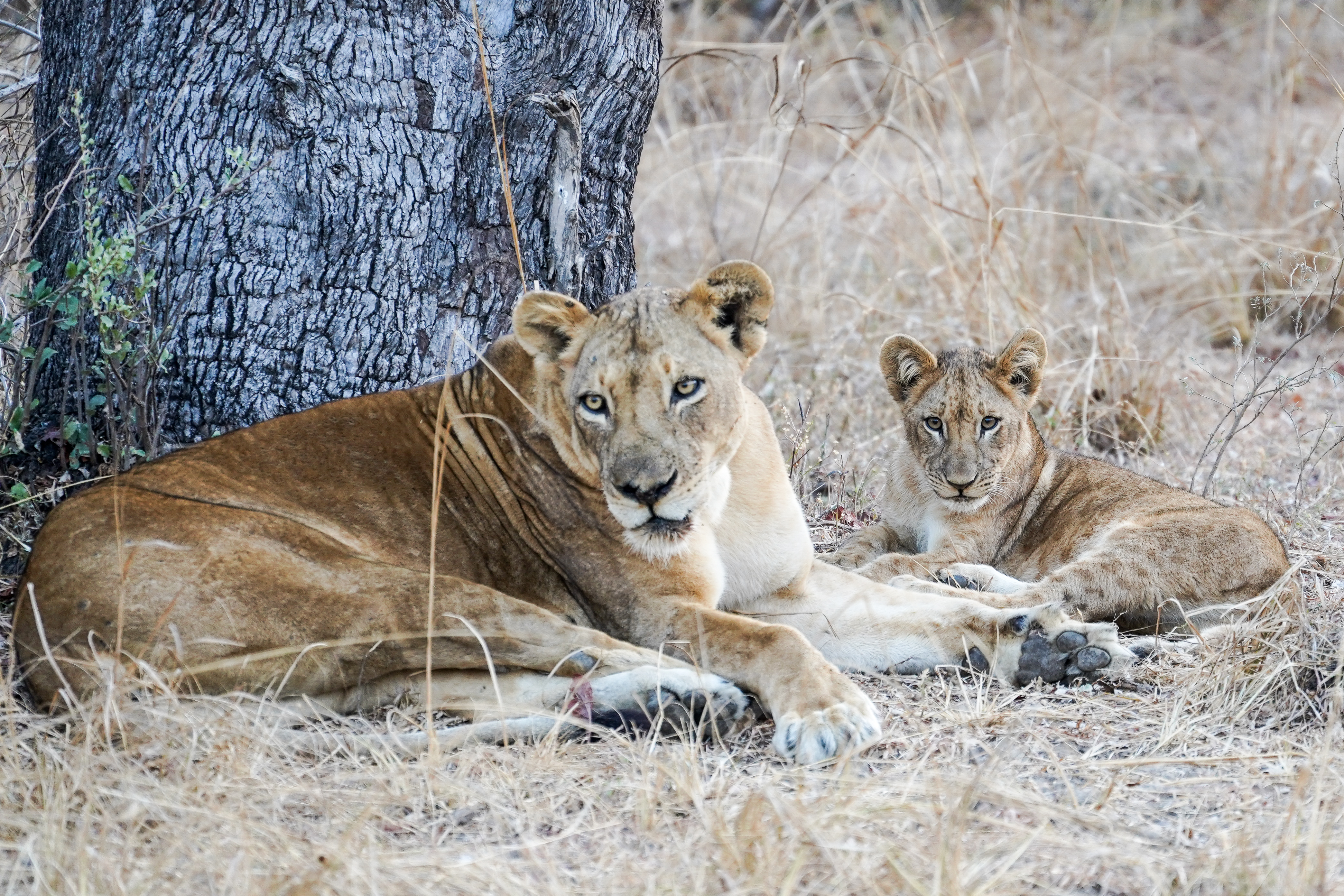

## Szaporodás
A maszáj oroszlán alomnagysága a legváltozóbb. Általában 3-4 kölyök születik, de feljegyeztek egy példányt akinek 8 kölyke volt. Ennél az alfajnál tűnnek el legkorábban a foltok,már 2,5 hónapos korban eltűnnek. A kölyköket a nőstény 5 hetes korban viszi el bemutatni a falkának addig elrejti őket. Amikor a kölykök már a falkában vannak, akkor vannak a legnagyobb biztonságban.A hím kölykök 2,8–3 éves korban hagyják el a falkát a nőstények egész életüket a szülőfalkában töltik. A vadonban a hímek élettartama 5–10 évig, a nőstényeké 7–16 évig tart.

## Maszáj oroszlán a törzsi mítoszokban és a modern világban
A maszáj oroszlán a maszáj törzs egyik legfontosabb törzsi alakja. A maszájoknál mindig is nagy jelentősége volt az oroszlánvadászatnak. Általában 3-4 maszáj körül vesz egy hím oroszlánt, és addig támadják, ameddig kimerül. Ekkor a rangidős megöli. Amikor elérik a felnőttkort, a fiatal férfiak nekivágnak a vadonnak, hogy elejtsenek egy veszedelmes állatot, ilyen az oroszlán, az elefánt és az orrszarvú. Manapság leginkább a sportvadászat veszélyezteti az alfajt. Gyakran tenyésztik úgynevezett ketreces, vagy konzerv vadászatra.

## Híres egyedek
A maszáj oroszlánok leghíresebb egyedi közé tartozott a 4 muskétás koalíció, név szerint: Scarface, Hunter, Sikio, Morani. Szüleik pedig a híres Notch koalíció tagjai voltak. További híres koalíció a Mapogo koalíció, ami 6 testvérből állt.
A legöregebb vadon élő oroszlán Loonkito, aki 3 nap híján 20 évet élt, szintén ehhez az alfajhoz tartozott.

## Források
